# Teatro greco-romano di Catania
Il teatro greco-romano di Catania è situato nel centro storico della città etnea, tra piazza S. Francesco, via Vittorio Emanuele, via Timeo e via Teatro greco. Il suo aspetto attuale risale al II secolo ed è stato messo in luce a partire dalla fine del XIX secolo. A est confina con un teatro minore, detto Odeon.

## Storia

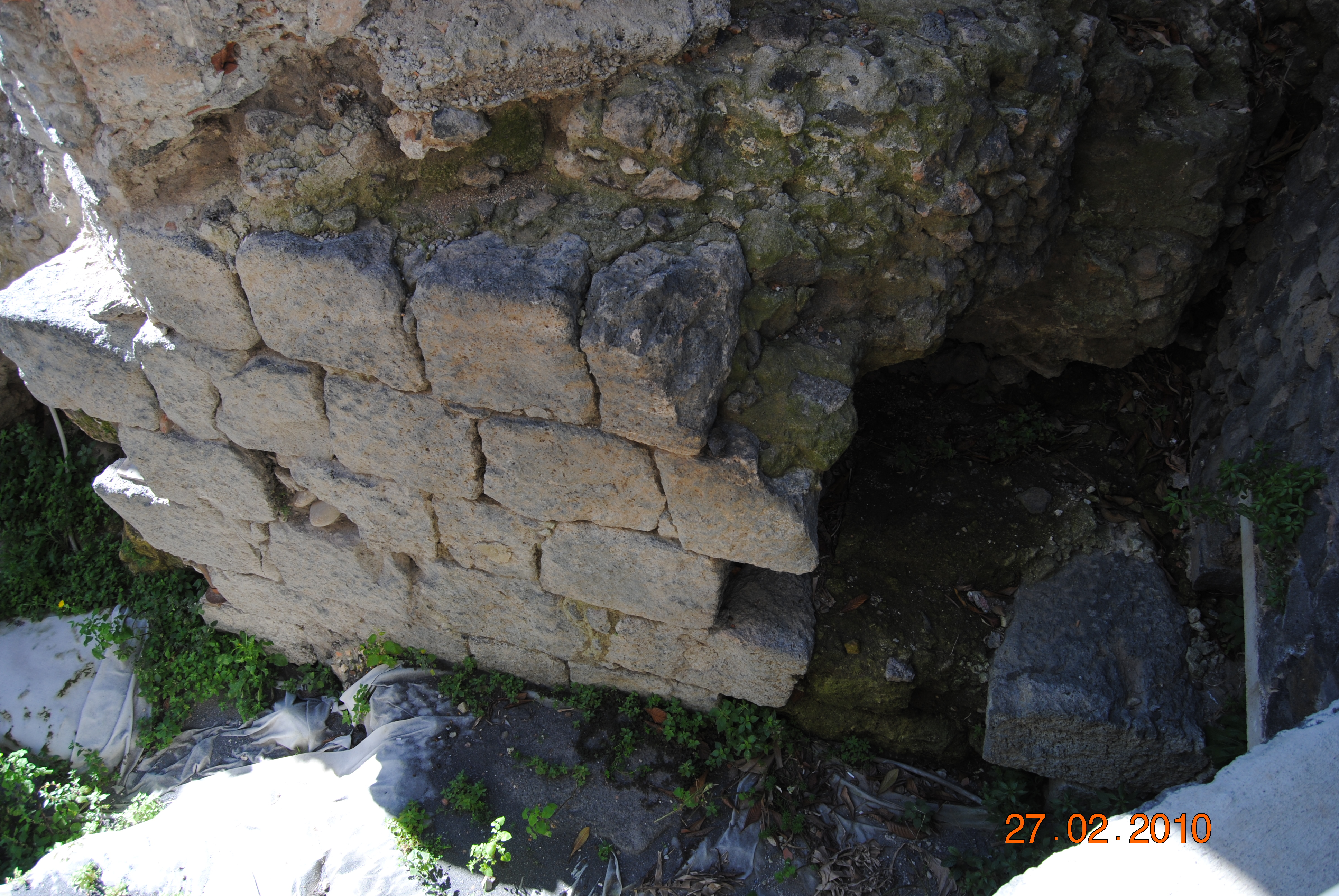
Porzione del teatro greco, visibile dal cortile della "Casa dell'Androne"

### Il Teatro greco
Di un teatro a Catania si fa riferimento nelle fonti classiche in merito alla consultazione delle polis siceliote da parte di Alcibiade, che tenne nel 415 a.C. un discorso all'assemblea civica riunita appunto nel teatro. Di questo teatro però non era chiara l'ubicazione e la tradizione tendeva a identificarlo con il teatro di età romana oggi visibile. Tale associazione diede adito a numerose fantasticherie sull'edificio, al punto che è ancora oggi chiamato Tiatru grecu dalla comunità locale, mentre la strada che lo costeggia a nord è chiamata via Teatro Greco. Ciò che ha dunque mosso gli studiosi dell'edificio sin dai primi lavori di sgombero delle strutture antiche è stato anche il quesito se il teatro delle fonti fosse il medesimo che si ammira oggi, ossia se su una preesistente struttura greca possa essere nata la struttura romana. Per un certo periodo venne persino messo in dubbio che potesse esistere davvero un teatro in epoca greca a Catania e che si trattasse di una errata traduzione delle fonti ad aver generato la credenza di detto edificio. Diverse quindi le ipotesi a favore dell'identificazione del teatro romano con quello greco: la posizione alla base di una collina a differenza dell'usanza romana di edificare in pianura o la scena rivolta verso il mare. Sul monumento però le fonti sono piuttosto silenti e ne tacciono le vicissitudini storiche: per capirne quindi la storia si fa ricorso ai ritrovamenti archeologici che gettano un po' di luce sull'edificio.
Le fasi più antiche testimoniano la presenza di un edificio teatrale costruito con grossi blocchi di pietra arenaria con lettere in greco in pianta rettangolare, un tipo di planimetria più diffusamente ellenistica. Tale struttura, già identificata negli anni 1884 e 1919 e attribuita a un teatro greco di V-IV secolo a.C., potrebbe essere propriamente il teatro in cui Alcibiade tenne il discorso ai Katanaioi per convincerli ad allearsi con Atene contro Syracusae.

### Il Teatro romano
Il teatro di epoca greca venne dunque restaurato nel corso del I secolo, probabilmente a seguito dell'elezione a colonia romana di Catania, avvenuta ad opera di Augusto. A questo periodo appartengono un rifacimento della cortina quadrangolare con la sostituzione dei blocchi in arenaria mancanti con conci lavici squadrati, l'aggiunta della scena e le gradinate più antiche dell'edificio.
Nel corso del II secolo, forse a seguito di finanziamenti ottenuti da Adriano, assistiamo a un progressivo processo di monumentalizzazione dell'area che coinvolge anche le vicine strutture termali e numerosi edifici cittadini (tra cui anche l'anfiteatro). A questo periodo risale il plinto conservato nel museo civico al Castello Ursino, in cui è rappresentata una vittoria che incorona un trofeo su un lato e dei barbari resi schiavi a lato; tale plinto potrebbe rappresentare una vittoria sui Germani di Marco Aurelio o di Commodo. Le tracce della monumentalizzazione si notano anche nell'assunzione di una pianta emiciclica dell'edificio, la realizzazione di un proscenio decorato da lussuosi marmi, l'ampliamento della scena e la realizzazione di due massicce torri laterali, atte a ospitare le scale d'accesso ai diversi piani dell'edificio. La struttura si dota in questo periodo di numerosissimi elementi architettonici, tra fregi, statue, bassorilievi e colonne, in passato spesso trafugati o raccolti ed usati come materiale da costruzione per gli edifici della città barocca, come ad esempio per la facciata della Cattedrale di Sant'Agata.

### Quartiere Grotte

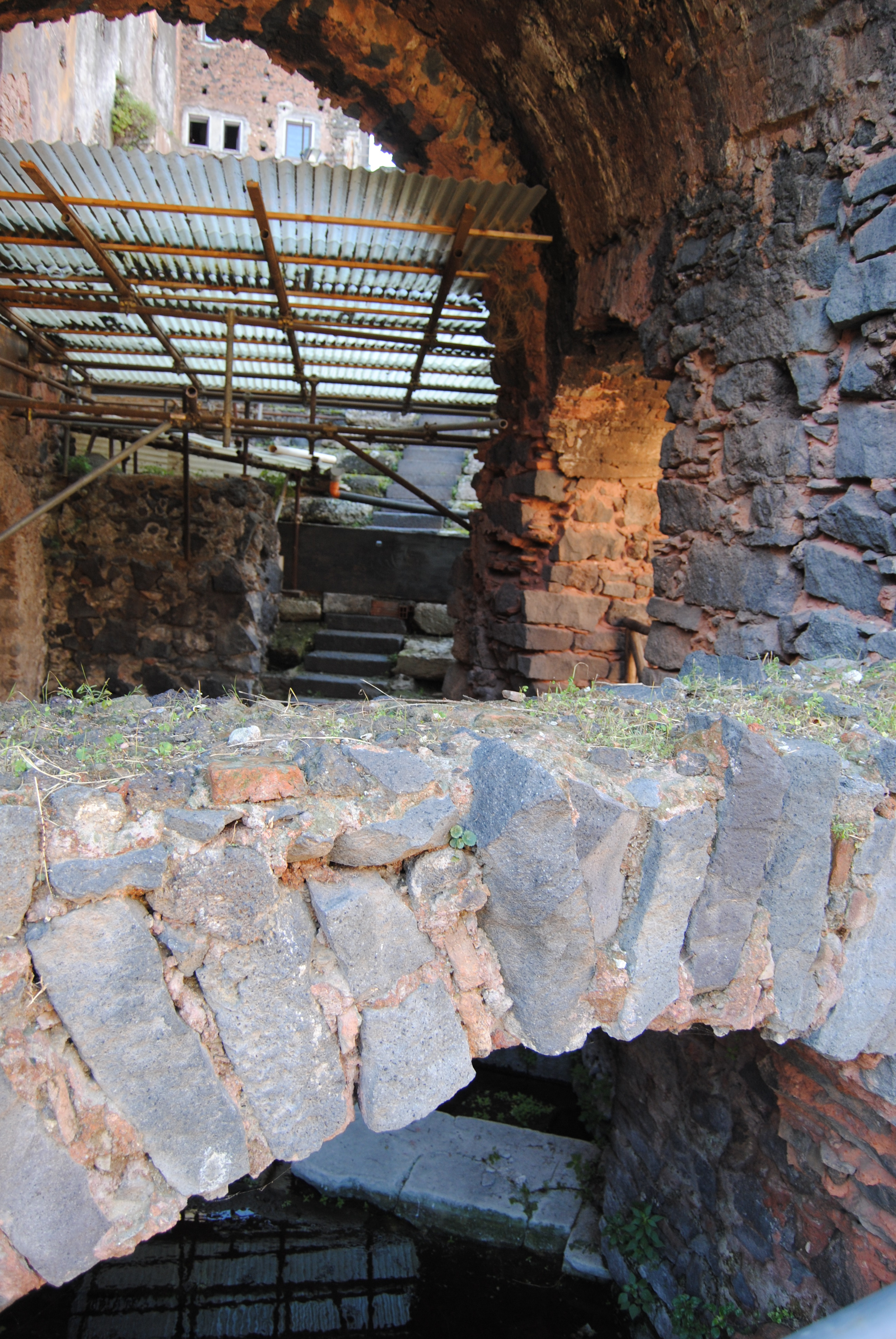
Archeggiato di sostegno della settecentesca via Grotte

Caduto in declino e abbandonato nel corso del VI e del VII secolo come per molti altri edifici monumentali di età classica, venne presto sfruttato per ricavarne modeste abitazioni già dall'Alto Medioevo. L'area dell'orchestra fu interessata da una macelleria bovina, mentre lentamente e inesorabilmente le strutture venivano intaccate e scavate per ricavarne nuovi edifici.
Nonostante le dure manipolazioni nel corso dei secoli, tra cui l'aggiunta nel XVI secolo di piccole stradelle che tagliavano il monumento da parte a parte, l'emiciclo dell'ultimo ambulacro era perfettamente leggibile dall'esterno e tale veniva riprodotto dai cartografi cinque e secenteschi. Il terremoto del Val di Noto del 1693 rovinò molte abitazioni che erano nate sulla cavea, le cui macerie vennero sfruttate per realizzare le fondamenta di nuove abitazioni. Nel XVIII secolo viene eretta la via Grotte, i cui archeggiati sono ancora visibili a testimonianza della sua esistenza, che tagliava in senso sud-nord l'edificio, mettendo in comunicazione la strada del corso (oggi via Vittorio Emanuele II) con lo spiazzo alle spalle del teatro. La strada, come si nota da alcune fotografie precedenti al suo abbattimento, era in comunicazione con alcune stradelle minori e persino una piazza, ricavate sulla cavea tra il XVIII e il XIX secolo.

### Monumento archeologico
Sul finire del XIX secolo il proprietario del palazzo che si addossa all'adiacente odeon, il barone Sigona di Villermosa, fece abbattere l'ultimo fornice del medesimo odeon, per ampliare il suo immobile. Questo increscioso avvenimento mobilitò la Soprintendenza alle Antichità per la Sicilia Orientale, all'epoca diretta da Paolo Orsi, che adottò il pugno duro nei confronti di chi abitava sopra i due teatri e avviò una campagna di esproprio e liberazione delle antiche strutture mai del tutto completata. Da un primo sgombero della fine dell'Ottocento che interessò quasi esclusivamente l'odeon, si riprese solo negli anni cinquanta del XX secolo in misura massiccia l'opera di sgombero, interrotta dopo una ventina d'anni. Una campagna di scavo venne condotta nei primissimi anni ottanta che restituì nel 1981 l'ingresso orientale degli attori, costituito da una scaletta e un accesso trabeato, realizzato in grossi blocchi di pietra lavica.
Dalla seconda metà degli anni novanta venne riaperto il cantiere di scavo, con un obbiettivo diverso da quello che aveva caratterizzato i lavori fin lì condotti. Il servizio per i Beni Archeologici della Soprintendenza BB. CC. AA. di Catania, sotto la direzione della dottoressa Maria Grazia Branciforti, ha infatti intrapreso una nuova serie di campagne di scavo, demolizione atto allo sgombero, rifunzionalizzazione e restauro di ciò che rimane ancora ingombrato del monumento con la finalità di conservare alcuni edifici rappresentativi del proprio periodo, sorti sul teatro e ritenuti utili testimoni della storia del monumento e della città successivi all'abbandono della funzione teatrale della struttura. Sotto quest'ottica infatti sono nati gli ambienti allestiti per ospitare l'Antiquarium regionale del Teatro Romano, con sede in Casa Pandolfo (del Settecento) e nella Casa Libérti (realizzata nel secolo successivo su una struttura del Cinquecento di cui rimangono due eleganti portali), situata nella zona nord-est della summa cavea. Dagli anni settanta fu utilizzato per spettacoli estivi, ma questo utilizzo fu abbandonato dal 1998, quando gli fu preferito l'anfiteatro del Centro fieristico le Ciminiere. Attualmente è quasi interamente visitabile ad eccezione delle parti ancora in restauro e degli approfondimenti in corso sulle vestigia greche che si stanno esplorando.

## Studi

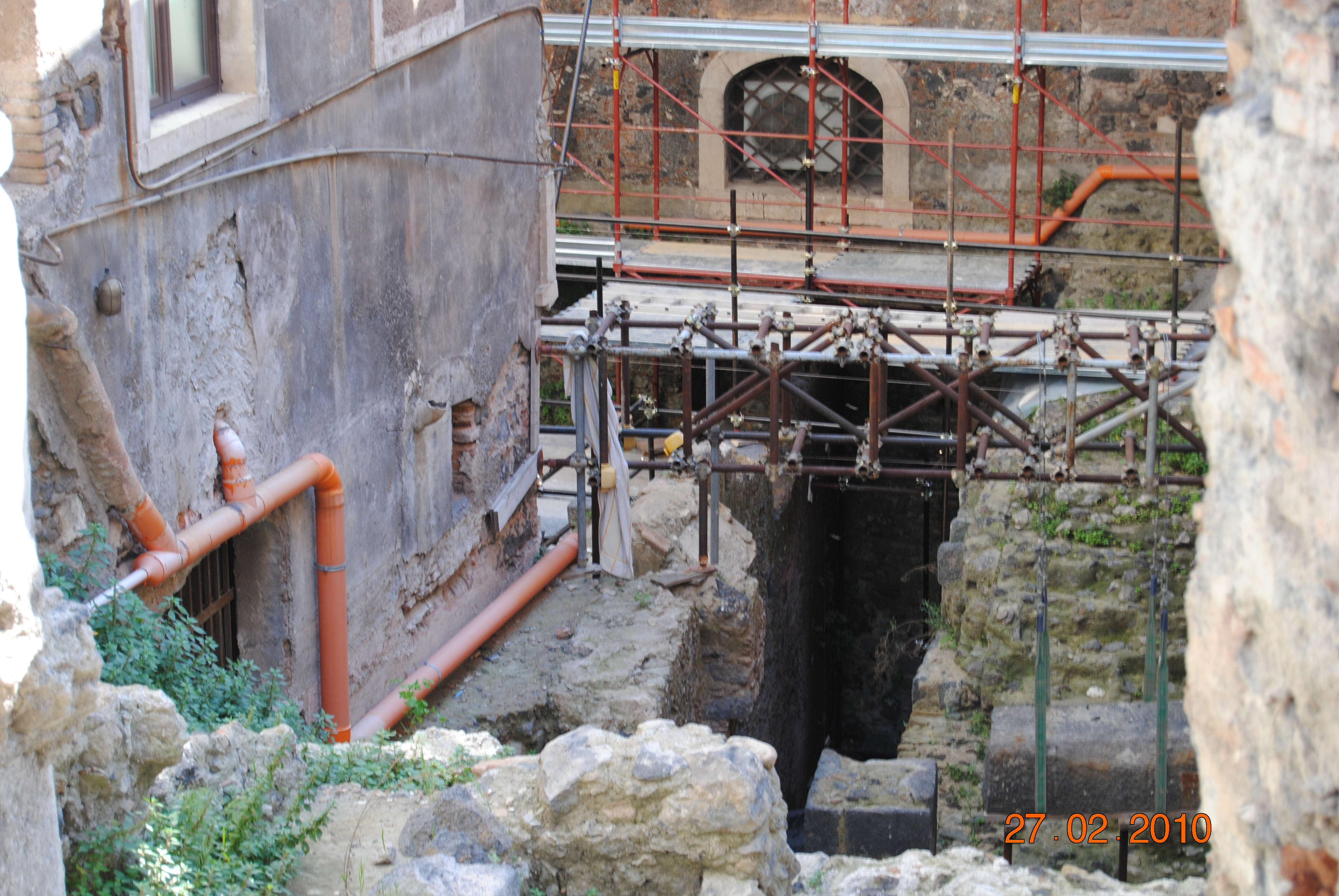
Accesso orientale per gli attori. Indagato già nel 1773 da Ignazio Paternò Castello principe di Biscari, è stato messo in luce dalla campagna di scavi conclusa nel 2008

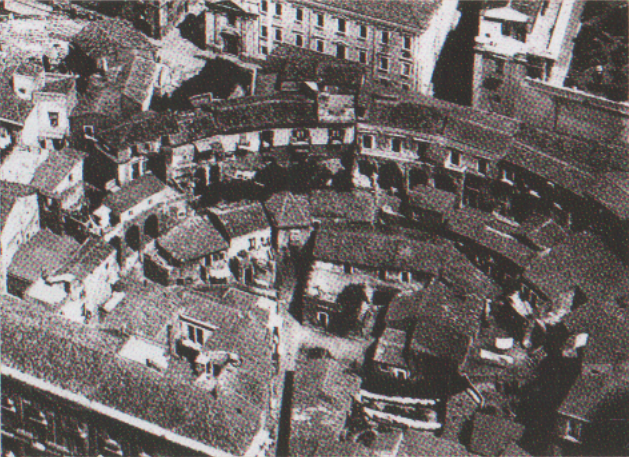
Il teatro romano com'era nel 1930, prima dei lavori di sbancamento

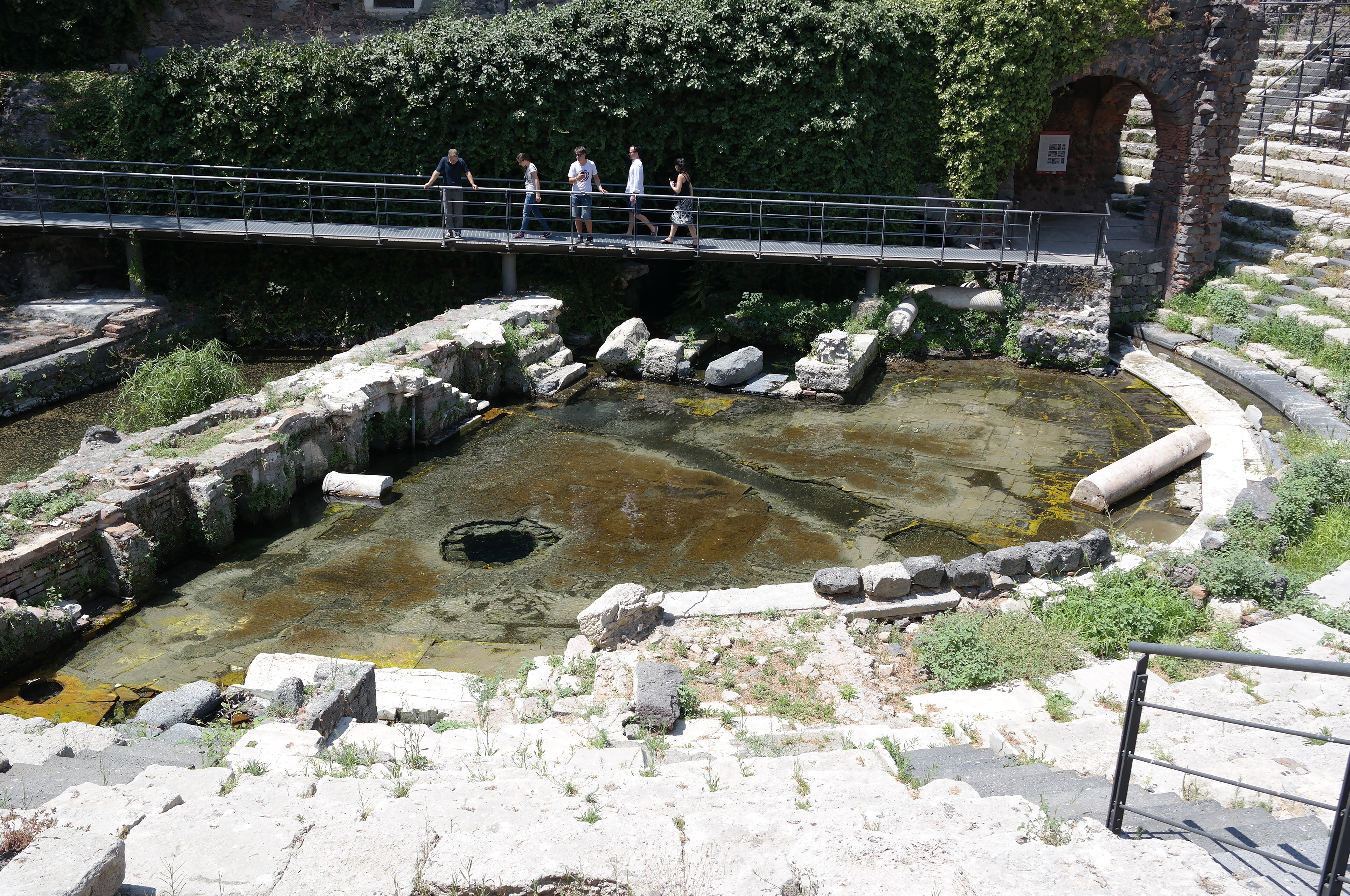
L'orchestra del Teatro, spesso allagata

Il Teatro di epoca romana, ben visibile nel tessuto urbano della città medioevale, venne studiato per primo dal Bolano e dal Fazello, trattato dai vari autori secentisti che si occuparono delle antichità di Catania, così come da Vito Maria Amico. La prima vera indagine archeologica compiuta in un'area adiacente al Teatro venne compiuta nel XVIII secolo dal principe Ignazio Paternò Castello, che in anticipo sui tempi sperimentò nell'area est - forse perché costretto dalla situazione - la trincea di scavo e ad occidente ricolmò lo scavo con il materiale di risulta dello stesso, rendendolo riconoscibile per le future indagini, probabilmente perché - come egli stesso avrà modo di scrivere in proposito - intenzionato a completare le indagini archeologiche qualora ne avesse avuta l'occasione. Lo scavo occidentale mise in luce un lastricato romano che chiudeva nella scala d'accesso orientale dell'edificio, un monumentale arco che venne prontamente rilevato da Sebastiano Ittar, che ne realizzò un rilievo su lamina di rame oggi esposta al Museo civico.
Alla fine del XIX secolo Adolf Holm ne visita la struttura e ne ipotizza per primo la capienza di 7000 persone, un dato poi non più verificato, ottenuto da un calcolo relativo alle dimensioni dell'edificio che poté desumere all'epoca, mettendole a confronto con gli edifici teatrali a lui noti. Nello stesso periodo inizia la lunga opera di sbancamento delle abitazioni che alterarono la natura dell'edificio, coronata nel 1884 dal ritrovamento di un muro in pietra arenaria identificato con parte dell'antico teatro greco delle fonti e successivamente nella campagna del 1919-1920 col rinvenimento di blocchi cui era incisa la sigla KAT, interpretata come l'abbreviazione di Katane, antico nome della città.
Durante gli anni cinquanta vennero compiuti i più impegnativi lavori di sbancamento sotto la direzione di Guido Libertini che riportarono alla luce gran parte della cavea, partendo dal settore orientale, e restituirono una grande quantità di marmi decorativi, accatastati man mano che si procedeva lungo il corridoio nord. Gli scavi, interrotti durante il ventennio successivo, ebbero seguito a partire dal 1980 nel settore orientale e in diversi punti della cavea, oltre che focalizzati sull'orchestra per liberarla dai detriti e dal materiale di crollo del sisma del 1693. In quest'ultima zona si rinvenne un frammento della testa di Marco Aurelio, completata grazie ad un secondo frammento rinvenuto durante la campagna dei primi anni 2000. In quest'ultima campagna, iniziata nel 1998, si sono liberate ampie porzioni del settore occidentale e nel contempo è stato predisposto un percorso visite, preservando diversi ambienti sorti sull'edificio per ricavarne uffici amministrativi o sale espositive. Gli scavi, condotti dall'allora soprintendente ai BB.CC.AA. Maria Grazia Branciforti, hanno anche permesso di conoscere meglio l'edificio nel suo rapporto con la città e con la storia, nel suo evolversi nel tempo e nello spazio, mettendo in luce anche le parti più antiche dell'edificio, quali ad esempio un ambiente chiuso creato con gli stessi blocchi in arenaria siglati kat che hanno permesso di datare meglio le strutture sfruttate dal teatro romano al IV secolo a.C., piuttosto che al V come si credette nel 1919. Inoltre si è potuta ricostruire l'estensione del primo impianto e identificare l'area sacra del tempio cui il teatro era legato.
Con gli ultimi scavi degli anni 2014-2015, diretti da Fabrizio Nicoletti, è stato del tutto liberato l'atrio orientale con la facciata d'ingresso su piazza San Francesco, è stata restaurata la cavea, e, sul lato esterno nord, è stata messa in luce una sequenza stratigrafica di epoca neolitica ed eneolitica.

## Descrizione

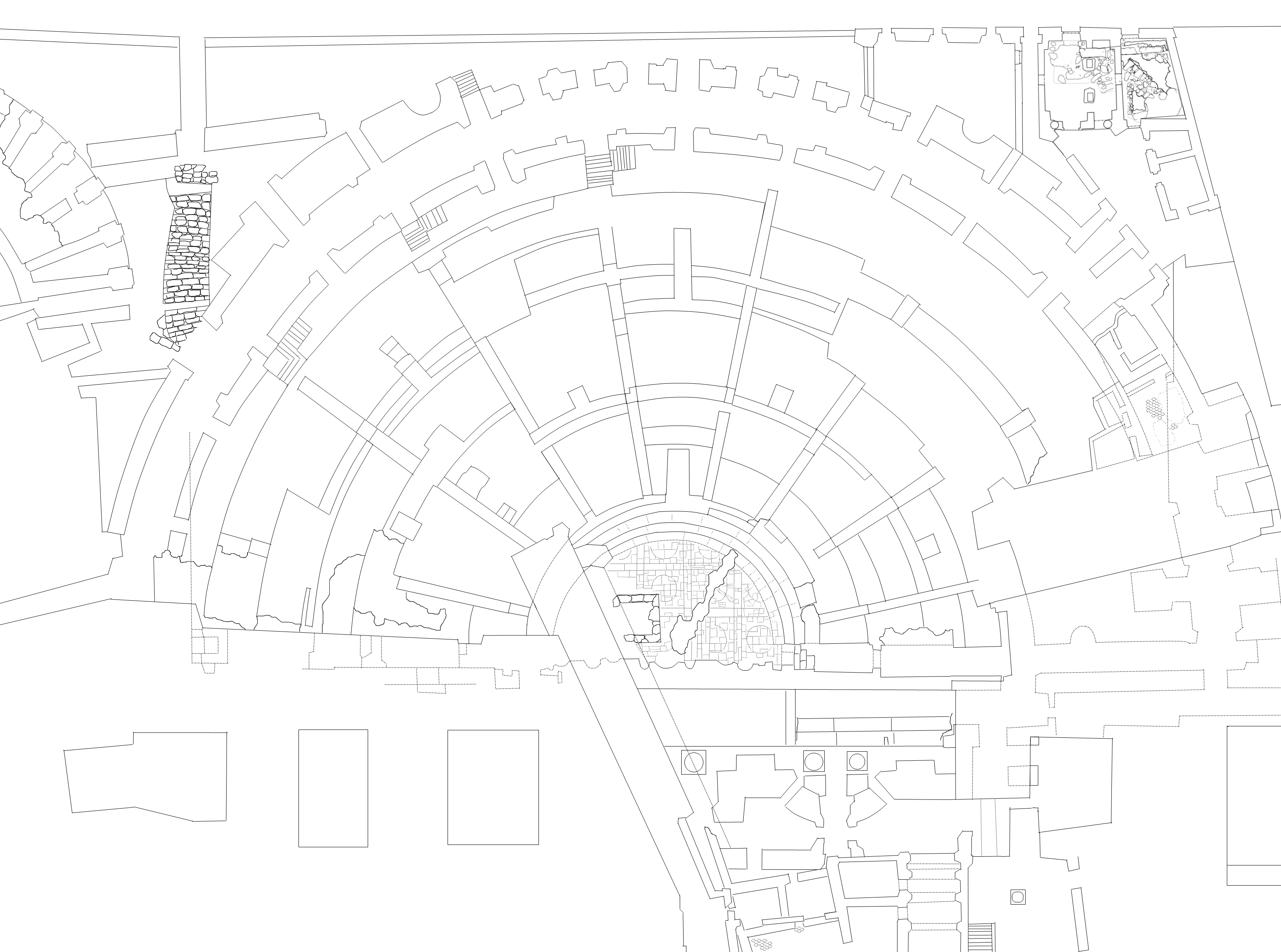
Planimetria del Teatro messo in luce. Sono segnati anche gli edifici ad esso orbitanti e il lastricato che fece da accesso occidentale

La struttura teatrale visibile appartiene alle grandi costruzioni del genere di epoca antonina, composta da una complessa scena, originariamente decorata da colonne marmoree in seguito resa monumentale con l'aggiunta di nicchie e finti ambienti prospettici che dovevano creare l'illusione di una più vasta profondità, un pulpitum riccamente strutturato e decorato da marmi, l'orchestra dal diametro di circa 22 metri originariamente rivestita in opus sectile con una fantasia di cerchi inscritti in quadrati, danneggiata più volte e restaurata un'ultima volta malamente nel IV secolo, e sovente allagata da una polla di acqua sorgente scambiata in passato con l'Amenano, i due parodoi fortemente rovinati dai lavori effettuati per ricavarne ambienti e persino scarichi per le acque nere, una delle carceris resa nel XVIII secolo una palazzina privata, l'ampia cavea dal diametro di 98 metri costituita da ventuno serie di sedili, divisi orizzontalmente da due praecinctiones e verticalmente da nove cunei e otto scalette. Le due precinzioni separano le tre parti della cavea: ima (poggiata direttamente sul declivio del colle Montevergine), media e summa (queste ultime messe in comunicazione dagli ambulacri che si aprono verso l'esterno tramite diversi vomitoria ai vari cunei e tra loro con un fitto sistema di scale).
Gli ambienti scenici erano riccamente decorati da marmi, tra colonnati, statue e bassorilievi con un repertorio iconografico legato al mondo mitologico quanto alla celebrazione di eventi o personalità pubbliche. Tra le figure a carattere mitologico spicca il gruppo scultoreo della Leda col cigno copia romana di un originale del 360 a.C. di Timotheos, mentre tra gli ornamenti funzionali del teatro una lastra di marmo bianco rappresentante un delfino, ritenuto quale bracciolo per un seggio d'onore o più probabilmente (vista la certa presenza di almeno altri due delfini identici immortalati dalle foto degli anni trenta) divisori per segnalare la zona riservata al pubblico più importante. In marmo bianco erano pure i rivestimenti dei sedili, costruiti in blocchi di arenaria per la ima cavea e in opus coementitium per le altre due cavee, i quali dovevano creare un singolare aspetto cromatico con il nero delle otto scalinate in pietra lavica. Molti elementi decorativi vennero trafugati o adoperati per la realizzazione della cattedrale del 1094, dove ancora si possono notare alcuni capitelli, colonne o elementi decorativi in marmo. Secondo la ricostruzione di Sebastiano Ittar le colonne - numerose - dovettero costituire un loggiato sulla sommità della scalea, analogamente al teatro antico di Taormina, esemplare più grande e reso famoso dai viaggiatori del Grand Tour. All'esterno si aprivano diversi accessi, molti dei quali sono oggi liberi sebbene non praticabili a causa della mancanza delle scale, chiusi da lesene che creavano un notevole gioco di ombre e luci, tendenza chiaroscurale già presente in Sicilia dai tempi del Teatro di Thermae Himerae; quattro grandi avancorpi emergevano dalla facciata curvilinea dell'edificio e vi erano ricavate altrettante nicchie, probabilmente ospitanti statue di divinità.
La scena è ancora ingombrata da palazzi del XVIII secolo, tra cui una palazzina a un piano che funge da ingresso e che conserva notevoli resti di epoca medioevale, tra cui una scalinata e una colonna, ricollocata a reggere il soffitto ligneo settecentesco. Questa palazzina è anche sede dell'antiquarium, in cui sono esposti i rilievi architettonici dell'edificio, dal I al XVII secolo, e vi si possono osservare i resti di un abitato del XVI secolo dall'orientamento diverso rispetto al Teatro, segno che il tessuto strutturale del medesimo era ormai illeggibile. Sull'orchestra si possono ancora vedere gli archi della vecchia via Grotte, una interessante struttura che testimonia l'edilizia del XVIII secolo. Sulle carceris e su una piccola parte della cavea sono ancora presenti diverse abitazioni, una di esse è il Palazzo Gravina Cruyllas che confina ad est. La media cavea presenta le maggiori manipolazioni subite nei secoli, con ampie parti di sedili asportate per ricavare dei pavimenti piani. Tra le residenze sorte nella zona della summa cavea di notevole importanza è la Casa del Terremoto, una vera e propria capsula del tempo, che ha preservato integro il corredo abbandonato l'11 gennaio 1693: le macerie che la ostruirono vennero quindi sfruttate per ricavare le fondamenta di una casa settecentesca, resa oggetto di discordia tra il comune che intendeva espropriarla e due anziane signore che vi risiedevano. Altre due case che insistono nella zona orientale sono la Casa dell'Androne e la Casa Libérti, entrambe sfruttate come spazi espositivi o per conferenze.
Ai lati due diversi ingressi confinano uno a est con la trincea di scavo effettuato da Ignazio Paternò Castello situata tra le proprietà dei Principi di Valsavoja e i Gravina, l'altro a ovest con l'odeon. A nord-est, all'interno di uno dei locali della Casa dell'Androne si sono rinvenuti i resti di un temenos, il recinto sacro del tempio cui il Teatro era legato. La presenza di una stipe votiva: quella della vicina piazza San Francesco d'Assisi ha fatto pensare che possano essere messi in relazione col culto di Persefone o Demetra.